# Olešná (přítok Ostravice)
Olešná je potok v Moravskoslezském kraji, přítok řeky Ostravice, který odvodňuje menší území na západě okresu Frýdek-Místek.

## Popis toku
Olešná pramení v lokalitě Dragunky na severozápadních svazích masívu Ondřejníku. Celý následující tok pak jen s menšími odchylkami k severozápadu či severovýchodu míří zhruba severním směrem. Olešná postupně protéká kolem Lhotky, přes západní konec Metylovic a skrze Palkovice. Před Frýdkem-Místkem zadržuje vody potoka vodní nádrž Olešná, vybudovaná v letech 1960 až 1964, která slouží především zásobování průmyslu a rekreaci. Město Frýdek-Místek Olešná míjí při jeho západním okraji. V těchto místech do Olešné zprava ústí Hodoňovický náhon, přivádějící od jezu v Hodoňovicích přes Kunčičky a Místek malou část průtoku řeky Ostravice. Na nejdolejším úseku své cesty Olešná míjí z východu obec Staříč a v rovinatém terénu protéká skrze Žabeň a Paskov. Protože tato oblast je poddolovaná a mírně pokleslá činností bývalých uhelných dolů Staříč a Paskov, bylo za Frýdkem-Místkem v letech 1982 až 1984 zřízeno zhruba 1,6 km dlouhé odlehčovací rameno, umožňující při vyšším stavu vody odvádět přebytečný průtok z Olešné přímo do Ostravice a chránit tak Žabeň a Paskov, včetně areálu tamní celulózky, před zaplavením. Vlastní tok Olešné ústí zleva do Ostravice na konci Paskova v nadmořské výšce 249 metrů.

### Větší přítoky
(levý/pravý)
- Žlabov (L)
- Metylovka (P)
- Palkovický potok (L)
- Hranečník (P)
- Hodoňovický náhon (P)
- Řepník (L)
- Lesní potok (L)

## Vodní režim
Hlásný profil:
| místo         | říční km | plocha povodí | průměrný průtok (Qa) | stoletá voda (Q100) |
| ------------- | -------- | ------------- | -------------------- | ------------------- |
| pod VD Olešná | 10,57    | 33,60 km²     | 0,58 m³/s            | 87,0 m³/s           |